# 葉林 (永樂進士)
葉林，山西翼城人，明朝政治人物。
永樂元年（1403年），癸未科鄉試中舉。永樂二年（1404年）甲申科進士，授戶部員外郎。